# ヘヴン・フォー・エヴリワン
「ヘヴン・フォー・エヴリワン」(Heaven for Everyone)は、クイーンのドラマーロジャー・テイラー作の楽曲。もともとは彼のサイドプロジェクトであるザ・クロスが1988年にリリースしたアルバム『夢の大陸横断』に収録されており、そこではフレディ・マーキュリーをゲスト・ボーカルに迎えていた。後年クイーンによって再録され、1995年のアルバム『メイド・イン・ヘヴン』に収録された。マーキュリーの没後4年で最初のシングルとしてリリースされ、全英シングルチャートで2位になった。1988年のリリース時の邦題は「安住の地」であった。
デヴィッド・マレットが監督したミュージック・ビデオは、ロンドンのケンジントンにある自宅のガーデンロッジにあるマーキュリーへのグラフィティメッセージの画像で始まり、その後、 ジョルジュ・メリエスの1902年のサイレント映画『月世界旅行』と1904年の『The Impossible Voyage』からの映像が続く。

## 背景と制作
『ハイランダー 悪魔の戦士』での作業が完了した後の1986年、テイラーはクイーンのアルバム『カインド・オブ・マジック』でのセッションの一部として曲を書いたという説がある。 もしそうなら、その曲は使われなかったか、アルバムが完成した時点ではまだ不完全だったということだろう。
テイラーがアルバム『Shove It』の制作を開始したとき、彼はフレディ・マーキュリーにボーカルを依頼し、2つのバージョンを録音した。1つはテイラーのリード・ヴォーカルにマーキュリーのバックボーカルを合わせたもの、もう1つはマーキュリーがリードボーカルをとったものである。テイラーがリードを歌ったバージョンは、マーキュリーのものよりも約20秒長くなっている。
また、ザ・クロスのバージョンでは、イントロ・中間部のそれぞれにテイラーによる韻文の朗読が収録されている（マーキュリー版では歌われていないが、歌詞カードには記載がある）。そして、どちらも共通してテイラーの"And that is the end of this section."というセリフで曲が終わる。この曲がアルバムの半分の収録順であることからのセリフなのか、それともアルバム内で唯一の「深刻なテーマを扱う曲」である同曲の終わりを意味するものなのかは不明である。
英国では、『夢の大陸横断』にマーキュリー版、シングルにテイラー版を収録している。 米国では、アルバムにテイラー版を収録し、シングルカットはなされなかった。
テイラーは後に、この歌は「愛と尊厳、そして反戦について扱っている。」と発言している。

## 担当
ザ・クロス版
- ロジャー・テイラー – ボーカル 、ほとんどの楽器
- スパイク・エドニー – キーボード 、ボーカル
- フレディ・マーキュリー –ゲスト・ボーカル、バッキング・ボーカル
- 残りのザ・クロスメンバーまたはジョン・ディーコン

クイーン版
- フレディ・マーキュリー –リード・ボーカル、バッキング・ボーカル
- ブライアン・メイ – エレクトリック・ギター 、 バッキング・ボーカル
- ロジャー・テイラー – ドラム 、 キーボード 、 バッキング・ボーカル
- ジョン・ディーコン – ベース

## 収録曲

### ザ・クロスのシングル盤（1988年3月20日発売）
英国版 7インチシングル
1. ヘヴン・フォー・エヴリワン - Heaven for Everyone (Roger Taylor vocals)
2. ラヴ・オン・ア・タイトロープ - Love on a Tightrope

英国版 12インチシングル
1. ヘヴン・フォー・エヴリワン - Heaven for Everyone (Roger Taylor vocals)
2. ラヴ・オン・ア・タイトロープ - Love on a Tightrope
3. コンタクト - Contact

フレディー・マーキュリーの死後、クイーンはアルバム『メイド・イン・ヘヴン』を完成させるにあたり、この曲をクイーンの新曲として再演奏することにした。 1987年に録音されたマーキュリーのボーカルに新しい伴奏とバックボーカルが加えられた。ザ・クロス版に含まれていたテーラーによる韻文の3パートは、クイーン版には含まれていない。クイーンは、これらの要素を削除した理由は明らかにしていない。
1995年10月23日 (アルバムをリリースする2週間前)、同アルバムからは最初のシングルとして英国で発表された。1995年10月30日 (アルバムをリリースする1週間前)、この曲を共通のA面としてB面収録曲が異なる二枚のシングルがリリースされた。シングルのリリースにあたって、曲中のインストパートが部分がカットされた（ほぼ1分相当）。

### クイーンのシングル盤（1995年発売）
英国盤 CD1
1. ヘヴン・フォー・エヴリワン - Heaven for Everyone (Single Version)
2. イッツ・ア・ビューティフル・デイ - It's a Beautiful Day
3. ヘヴン・フォー・エヴリワン - Heaven for Everyone (Album Version)

英国盤 CD2
1. ヘヴン・フォー・エヴリワン - Heaven for Everyone (Single Version)
2. 炎のロックンロール - Keep Yourself Alive
3. 輝ける7つの海 - The Seven Seas of Rhye
4. キラー・クイーン - Killer Queen

英国盤 カセット
1. ヘヴン・フォー・エヴリワン - Heaven for Everyone (Single Version)
2. イッツ・ア・ビューティフル・デイ - It's a Beautiful Day (Single Version)

アメリカ盤 CDシングル
1. ヘヴン・フォー・エヴリワン - Heaven for Everyone (Single Version)
2. ソウル・ブラザー - Soul Brother
1981年に録音された楽曲。

英国盤 12インチシングル / プロモーションCD
1. ヘヴン・フォー・エヴリワン - Heaven for Everyone (Single Version)

英国盤 7インチシングル
- A面：ヘヴン・フォー・エヴリワン - Heaven for Everyone (Single Version)
- B面：ヘヴン・フォー・エヴリワン - Heaven for Everyone (Album Version)

## ミュージック・ビデオ

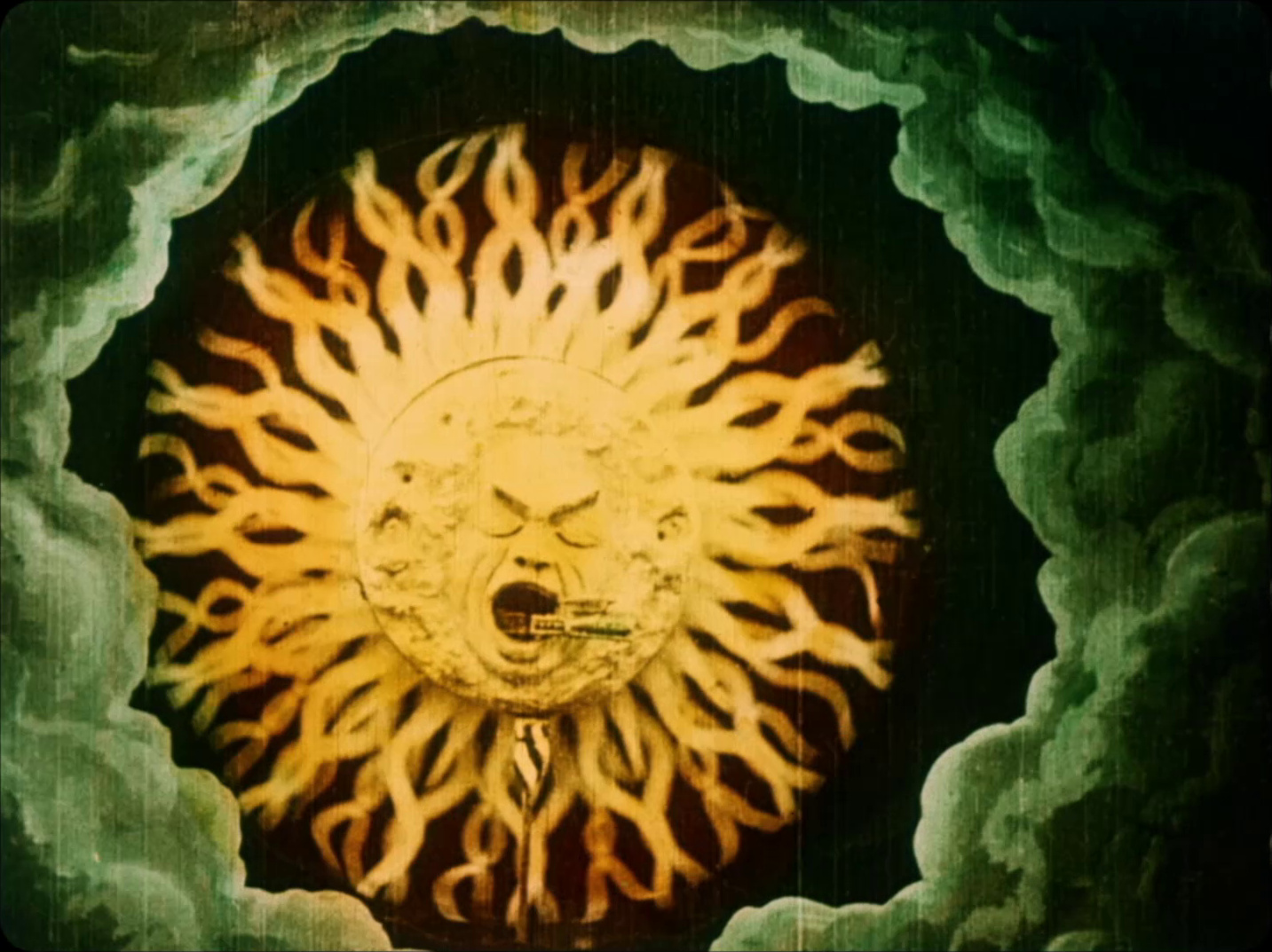
1904年の映画『The Impossible Voyage』からの画像。1995年のクイーンのミュージック・ビデオで使用された。

クイーンによるミュージック・ビデオはデヴィッド・マレットが監督し、1995年に公開された。  ビデオは、ケンジントンにあるガーデンロッジ のマーキュリーを追悼する落書きのカットで始まり、ジョルジュ・メリエスによる映画『月世界旅行』（Le Voyage dans la Lune, 1902年）、『The Impossible Voyage』(Le Voyage à travers l'impossible, 1904年)、そして『The Eclipse』（ L'éclipsedu soleil en pleine lune, 1907年）からの映像が続く。 
2つめのミュージック・ビデオはSimon Pummellが監督し、「サードハンド」というロボットを操作するキプロス系オーストラリア人のパフォーマーStelarcを起用し、人間と機械の新しい時代を象徴している。
ザ・クロス版のミュージック・ビデオでは、カメラは三段構成のセットを行き来する。下段では老人二人が火を焚き、中段ではザ・クロスが演奏し、上段ではテイラーがビーチのようなでセットで弾き語りをしている。

## チャートと売上
| Chart (1995)                                     | Peak position |
| ------------------------------------------------ | ------------- |
| オーストラリア (ARIA)                            | 15            |
| オーストリア (Ö3 Austria Top 40)                 | 4             |
| ベルギー (Ultratop 50 Flanders)                  | 8             |
| ベルギー (Ultratop 50 Wallonia)                  | 4             |
| フィンランド (Suomen virallinen lista)           | 5             |
| フランス (SNEP)                                  | 8             |
| ドイツ (GfK Entertainment charts)                | 15            |
| ARTIST OR SONG MANDATORY FIELDS FOR IRISH CHARTS | 7             |
| Italy (Hit Parade Italia)                        | 4             |
| オランダ (Dutch Top 40)                          | 3             |
| オランダ (Single Top 100)                        | 2             |
| ニュージーランド (Recorded Music NZ)             | 25            |
| ノルウェー (VG-lista)                            | 18            |
| Poland (LP3)                                     | 1             |
| ERROR: YOU MUST PROVIDE DATE FOR SCOTTISH CHART  | 2             |
| スウェーデン (Sverigetopplistan)                 | 29            |
| スイス (Schweizer Hitparade)                     | 9             |
| ERROR: MUST PROVIDE DATE FOR UK CHART            | 2             |

| Chart (1995)                   | Position |
| ------------------------------ | -------- |
| Australia (ARIA)               | 100      |
| Belgium (Ultratop 50 Flanders) | 69       |
| Belgium (Ultratop 50 Wallonia) | 52       |
| France (SNEP)                  | 67       |
| Italy (Hit Parade Italia)      | 47       |
| Netherlands (Single Top 100)   | 32       |

| Country | Certification | Date            | Sales certified |
| ------- | ------------- | --------------- | --------------- |
| France  | Gold          | 1995            | 250,000         |
| UK      | Silver        | 1 November 1995 | 200,000         |

## 参照資料
1. ↑  Roberts, David (2006). British Hit Singles & Albums. London: Guinness World Records Limited
2. ↑  “The Cross (3) = ザ・クロス* – Shove It = 夢の大陸横断 (1988, CD)”. Discogs. 2020年12月31日閲覧。
3. 1 2 3  Queen Promo Videos: Heaven For Everyone Ultimate Queen. Retrieved 14 November 2011
4. ↑  “Heaven for Everyone”. AllMusic 2019年4月27日閲覧。
5. ↑  "Australian-charts.com – {{{artist}}} – {{{song}}}". ARIA Top 50 Singles.
6. ↑  "Austriancharts.at – {{{artist}}} – {{{song}}}" (in German). Ö3 Austria Top 40.
7. ↑  "Ultratop.be – {{{artist}}} – {{{song}}}" (in Dutch). Ultratop 50.
8. ↑  "Ultratop.be – {{{artist}}} – {{{song}}}" (in French). Ultratop 50.
9. ↑  "{{{artist}}}: {{{song}}}" (in Finnish). Musiikkituottajat – IFPI Finland.
10. ↑  "Lescharts.com – {{{artist}}} – {{{song}}}" (in French). Les classement single.
11. ↑  "Offiziellecharts.de – {{{artist}}} – {{{song}}}". GfK Entertainment Charts.
12. 1 2  “I singoli più venduti del 1995” (Italian). 2018年4月6日閲覧。
13. ↑  "Dutchcharts.nl – {{{artist}}} – {{{song}}}" (in Dutch). Single Top 100.
14. ↑  "Charts.org.nz – {{{artist}}} – {{{song}}}". Top 40 Singles.
15. ↑  "Norwegiancharts.com – {{{artist}}} – {{{song}}}". VG-lista.
16. ↑   (Polish) Notowanie nr721. LP3. (24 November 1995) 2019年3月5日閲覧。.
17. ↑  "Official Scottish Singles Sales Chart Top 100". Scottish Singles Top 40.
18. ↑  "Swedishcharts.com – {{{artist}}} – {{{song}}}". Singles Top 100.
19. ↑  "Swisscharts.com – {{{artist}}} – {{{song}}}". Swiss Singles Chart.
20. ↑  "Official Singles Chart Top 100". UK Singles Chart.
21. ↑  “The ARIA Australian Top 100 Singles 1995”.  ARIA. 2016年3月3日閲覧。
22. ↑  “1995 Belgian (Flanders) Singles Chart” (Dutch).   Ultratop. 2010年4月18日閲覧。
23. ↑  “1995 Belgian (Wallonia) Singles Chart” (French).   Ultratop. 2010年4月18日閲覧。
24. ↑  1995 French Singles Chart Disqueenfrance.com Archived 14 February 2009 at the Wayback Machine. (Retrieved 30 January 2009)
25. ↑  “JAAROVERZICHTEN – Single 1995” (Dutch). 2018年4月6日閲覧。
26. ↑  French certifications snepmusique.com (Retrieved 8 May 2019)
27. ↑  UK certifications Bpi.co.uk (Retrieved 28 December 2008)